# Liste du patrimoine culturel immatériel de l'humanité aux Tonga
Cet article recense les pratiques inscrites au patrimoine culturel immatériel aux Tonga.

## Statistiques
Les Tonga ratifient la convention pour la sauvegarde du patrimoine culturel immatériel le 26 janvier 2010. La première pratique protégée est inscrite en 2008.
En 2016, les Tonga comptent 1 élément inscrit au patrimoine culturel immatériel, sur la liste représentative.

## Listes

### Liste représentative
Les éléments suivants sont inscrits sur la liste représentative du patrimoine culturel immatériel de l'humanité :
| Élément                                       | Type              | Subdivision | Année | Lien  | Notes | Illus. |
| --------------------------------------------- | ----------------- | ----------- | ----- | ----- | ----- | ------ |
| Lakalaka, danses et discours chantés du Tonga | arts du spectacle |             | 2008  | 00072 |       |        |

### Patrimoine immatériel nécessitant une sauvegarde urgente
Les Tonga ne comptent aucun élément listé sur la liste du patrimoine immatériel nécessitant une sauvegarde urgente.

### Registre des meilleures pratiques de sauvegarde
Les Tonga ne comptent aucune pratique listée au registre des meilleures pratiques de sauvegarde.